# Paneuropski prometni koridor IV
Paneuropski prometni koridor IV je jedan od Paneuropskih prometnih koridora. Vodi od Dresdena (Dražđana) i Nürnberga u Njemačkoj, a završava na tri kraja: Solun u Grčkoj, Constanţa u Rumunjskoj i Istanbul u Turskoj. Koridor na zapadu počinje od dviju točaka, Dresdena (Dražđana) i Nürnberga. Ogranci se spajaju u Pragu i idu pravcem Beč – Bratislava – Jura – Budimpešta – Arad. Od Arada se grana u dva pravca. Jedan pravac nastavlja prema Bukureštu i Constanţi. Drugi pravac ide pravcem: Craiova – Sofija – Pernik. Od Pernika južni krak vodi prema Solunu, a istočni prema Plovdivu i Istanbulu.
Koridor je najkraći suhozemni spoj Grčke i Srednje Europe koji se u potpunosti nalazi na teritoriju EU. Kad je bio definiran, u potpunosti je zaobišao SR Jugoslaviju koja je tada bila pod međunarodnim sankcijama.
Most Vidin — Calafat preko Dunava važna je dionica ovog koridora. Jedan je od samo dva mosta koja povezuju Rumunjsku i Bugarsku.

## Ogranci
- ogranak A: Nürnberg (Njemačka) – Prag
- ogranak B: Arad – Bukurešt (Rumunjska) – Constanţa (Rumunjska)
- ogranak C: Sofija – Solun (Grčka)